# Eucalyptus wyolensis
Eucalyptus wyolensis är en myrtenväxtart som beskrevs av Boomsma. Eucalyptus wyolensis ingår i släktet Eucalyptus och familjen myrtenväxter. Inga underarter finns listade i Catalogue of Life.